# José Rafael Revenga
José Rafael Revenga é um município da Venezuela localizado no estado de Aragua.
A capital do município é a cidade de El Consejo.